# Ventanas Radioayuda Airport
Ventanas Radioayuda Airport är en flygplats i Chile.   Den ligger i provinsen Provincia de Talagante och regionen Región Metropolitana de Santiago, i den södra delen av landet, 40 km sydväst om huvudstaden Santiago de Chile. Ventanas Radioayuda Airport ligger 328 meter över havet.
Terrängen runt Ventanas Radioayuda Airport är kuperad åt sydväst, men åt nordost är den platt. Runt Ventanas Radioayuda Airport är det ganska tätbefolkat, med 72 invånare per kvadratkilometer.. Närmaste större samhälle är El Monte, 11,3 km nordväst om Ventanas Radioayuda Airport. 
Trakten runt Ventanas Radioayuda Airport består i huvudsak av gräsmarker.